# Закон Вальраса
Закон Вальраса (англ. Walras's law) — це принцип теорії загальної ринкової рівноваги, згідно з яким сума надлишкового попиту (пропозиції) завжди дорівнює нулю. Логічною основою такої ідеї є припущення про те, що для кожного індивіда сума його доходів зазвичай дорівнює сумі його витрат.

## Історія поняття
Закон Вальраса названий на честь франко-швейцарського економіста Леона Вальраса з Лозаннського університету, який сформулював цю концепцію в своїх «Елементах чистої економіки» (англ. Elements of Pure Economics, 1874). Загалом ця концепція була сформульована в загальних рисах раніше, проте її автор Джон Стюарт Мілль у своїх «Нарисах до деяких невирішених питань політичної економії» (англ. Essays on Some Unsettled Questions of Political Economy, 1844) виразив її менш математично жорсткою мовою. Вальрас описав математично цю модель і довів, що якщо розглядати будь-який конкретний ринок, в умовах, коли всі інші ринки економіки знаходяться в рівновазі, то цей конкретний ринок також повинен бути в рівновазі.
Математично цей закон можна подати таким чином:
{\displaystyle \sum _{j=1}^{k}p_{j}\cdot (D_{j}-S_{j})=0},
де {\displaystyle p_{j}} — ціна товару j і {\displaystyle D_{j}} та {\displaystyle S_{j}} — попит і пропозиція товару j.
Термін «закон Вальраса» був введений Оскаром Ланге , щоб відрізнити його від закону Сея . Деякі економічні теоретики також використовують цей термін для твердження про те, що загальна вартість надлишкового политу не може перевищувати загальної вартості надлишкової пропозицій.

## Суть закону
Ринок конкретного товару знаходиться в рівновазі, якщо за поточними цінами на всі товари, кількість товару, що вимагається потенційними покупцями, дорівнює кількості товару, що постачається потенційними продавцями. Наприклад, припустимо, що поточна ринкова ціна на вишні становить 1 долар за фунт. Якщо всі вишневі фермери, зібрані разом, готові продати всього 500 фунтів вишень на тиждень за 1 долар за фунт, і якщо всі потенційні клієнти разом, готові придбати 500 фунтів вишень за тиждень, погодившись з ціною 1 долар на фунт, тоді ринок вишні знаходиться в рівновазі, оскільки не існує ні дефіциту, ні надлишків вишні.
Економіка в цілому рівноважна, якщо кожен окремий ринок економіки знаходиться в стані часткової рівноваги. Не тільки ринок вишні повинен бути рівноважним, але і всі ринки інших товарів (яблук, автомобілів тощо), а також усіх ресурсів (праці, капіталу) та всіх фінансових активів, включаючи акції, облігації та гроші.
«Надмірний попит» означає ситуацію, коли ринок не перебуває в рівновазі за конкретною ціною, оскільки кількість одиниць потрібного товару перевищує кількість цього товару, що постачається за цією конкретною ціною. Надмірний попит призводить до економічного дефіциту. Негативний надлишковий попит є синонімом надлишкової пропозиції, і в цьому випадку буде економічний надлишок товару або ресурсу. «Надмірний попит» може використовуватися в більш загальному вигляді для позначення алгебраїчної величини потрібної кількості товару за мінусом поставленої кількості товару, позитивної чи негативної.